# بيوت الصفيح (مسلسل)
بيوت الصفيح هو مسلسل تلفزيوني عراقي عرض في عام 2010 تم تصويره في سوريا وهو من تأليف وإخراج بسام سعد.

## قصة المسلسل
تدور أحداث المسلسل في إطار اجتماعي ساخر، حيث يرصد حال الصراع والتكالب على السلطة والملذات الزائلة، ويرصد الواقع الاجتماعي والسياسي للعراق ما قبل الغزو الأمريكي.

## الممثلون
- حسان رعد
- سعد محسن
- حسن هادي
- ناهي هاشم
- أسماء صفاء
- صقر آل زكريا
- أمجد الصابوري
- طلال هادي
- هناء محمد
- أنعام الربيعي
- عبد المطلب السنيد
- ناريمان الصابوري

## روابط خارجية
صفحة المسلسل على موقع السينما